# (8749) Beatles
(8749) Beatles (1998 GJ10) – planetoida z pasa głównego asteroid okrążająca Słońce w ciągu 3,39 lat w średniej odległości 2,25 au. Została odkryta 3 kwietnia 1998 roku w Reedy Creek Observatory w australijskim stanie Queensland przez Johna Broughtona. Nazwa planetoidy została nadana na cześć brytyjskiego zespołu rockowego The Beatles.